# Gran Premio d'Italia 1977
Il Gran Premio d'Italia 1977 è stata la quattordicesima prova della stagione 1977 del Campionato mondiale di Formula 1. Si è corsa domenica 11 settembre 1977 sul Circuito di Monza. La gara è stata vinta dallo statunitense Mario Andretti, su Lotus-Ford Cosworth. Andretti ha preceduto sul traguardo l'austriaco Niki Lauda su Ferrari e l'australiano Alan Jones su Shadow-Ford Cosworth. 

## Vigilia

### Sviluppi futuri
All'indomani del Gran Premio d'Olanda la Scuderia Ferrari comunicò l'interruzione, per la stagione successiva, del rapporto con Niki Lauda. Lauda aveva disputato 57 gran premi validi per il mondiale col Cavallino, conquistando 15 vittorie (oltre a un'altra vittoria in una gara non valida per il mondiale), 23 pole, 12 giri veloci e il titolo mondiale piloti nel 1975. Aveva inoltre chiuso secondo nella classifica piloti nel 1976. Tra i vari piloti che si avvicinarono alla scuderia italiana per la stagione 1978 vi furono Jody Scheckter, Patrick Tambay ed Emerson Fittipaldi.
Il giorno seguente Lauda, che era ormai vicino al secondo titolo mondiale, spiegò:
La Commissione Sportiva Internazionale bocciò l'idea, proposta da Bernie Ecclestone, di creare una sorta di campionato europeo, dedicato a quei piloti che non trovavano posto nel mondiale, per l'alto numero di iscritti. Venne annunciata inoltre l'abolizione della libertà di iscrizione a un gran premio.

### Analisi per il campionato piloti
Niki Lauda poteva diventare campione del mondo piloti per la seconda volta nella carriera, qualora avesse vinto e Jody Scheckter non fosse terminato tra i primi quattro.

### Analisi per la coppa costruttori
La Scuderia Ferrari poteva conquistare la Coppa Costruttori per la quinta volta qualora la sua migliore vettura fosse giunta a podio, oppure se la sua migliore vettura fosse giunta a punti con la Lotus non vincente. Se la Ferrari non avesse ottenuto punti allora nessuna Lotus sarebbe dovuta giungere nei primi due posti della classifica.

### Aspetti tecnici
L'Apollon presentò il modello Fly, che di fatto era una Williams FW03 modificata con l'apporto dell'ingegnere italiano Giacomo Caliri. La Wolf ripresentò il modello WR1.

Bruno Giacomelli fece il suo esordio in Formula 1 con la McLaren.

### Aspetti sportivi
La McLaren iscrisse nuovamente una terza vettura, questa volta affidata al pilota di casa Bruno Giacomelli, al suo esordio nel mondiale di Formula 1. Giacomelli, che aveva vinto lo Shellsport F3, uno dei campionati della Formula 3 inglese nel 1976, era impegnato nel 1977 nel Campionato europeo di F2 con la March. Fecero il loro esordio nel mondiale anche altri due piloti italiani: Giorgio Francia, sulla terza Brabham (era stato ipotizzato anche Eddie Cheever), e Lamberto Leoni, che prese il posto di Vern Schuppan alla Surtees.
Fece l'esordio anche l'Apollon, con una vettura gestita dal Jolly Club Switzerland, e affidata a Loris Kessel, pilota anch'egli svizzero, che aveva già affrontato sei gran premi validi per il mondiale nel 1976. Fu per l'ultima volta presente la BRM, che non prese parte agli ultimi tre gran premi stagionali. La casa britannica, dopo 23 stagioni, un mondiale costruttori (nel 1962), uno piloti (sempre nel 1962 con Graham Hill) 17 vittorie iridate, 11 pole, 15 giri veloci in gara e 61 podi, e 197 gran premi disputati, abbandonò il mondiale dopo la gara di Monza. Anche per la Boro fu l'ultima apparizione. Non si presentò invece al gran premio la RAM.
Arturo Merzario aveva annunciato a luglio la volontà di far debuttare una propria vettura nel Gran Premio d'Italia. Merzario affermò di sperare di ottenere un propulsore dall'Alfa Romeo, che già riforniva la Brabham. Il comasco utilizzò invece ancora una March.
A causa dell'elevato numero di iscritti si ripropose il problema di come far disputare le prove di qualificazione alla gara. Gli organizzatori proposero di dividere in due gruppi i piloti (ammettendo alla gara i migliori 12 di ognuno dei due gruppi), ma tale soluzione venne bocciata dall'Associazione dei costruttori, in quanto avrebbe portato a vari problemi in merito alla suddivisione dei piloti nei due gruppi.
L'organizzazione mise in vendita 78.000 biglietti, i cui prezzi variavano dalle 30.000 lire per la tribuna principale la domenica alle 3.500 lire per le prove del venerdì.
Nelle prove libere dei giorni precedenti il miglior tempo fu fatto da Jean-Pierre Jabouille su Renault in 1'40"4, nuovo record ufficioso della pista monzese.

## Qualifiche

### Resoconto

Carlos Reutemann durante le prove del gran premio.

Nelle prove del venerdì (condizionate anche da un vento teso) il miglior tempo assoluto fu di Niki Lauda, ottenuto nell'ultimo tentativo della sessione mattutina, in 1'38"97. L'austriaco della Ferrari precedette il compagno di scuderia Carlos Reutemann, poi John Watson e Mario Andretti. Jacques Laffite subì lo scoppio di uno pneumatico che lo condusse a un'uscita di pista. Vi furono dei problemi anche sulla Brabham di Hans-Joachim Stuck, tanto che il tedesco utilizzò la vettura assegnata inizialmente a Giorgio Francia, che così fu relegato all'ultima posizione, a causa del poco tempo a disposizione per far segnare un tempo valido. Nella sessione pomeridiana solo Andretti e Hunt riuscirono a migliorare i propri tempi del mattino. Non prese parte alle prove Arturo Merzario: il pilota si ritirò per protesta vista l'assenza di un box per la sua scuderia e per il trattamento che la Goodyear, fornitrice degli pneumatici, riservava ai team privati. La casa statunitense forniva infatti tre mescole diverse ai team legati alla FOCA e solo due agli altri. Anche Loris Kessel non completò le prove, dopo pochi giri, a causa della scarsa competitività della sua Apollon e di un incidente, decise di ritirarsi.
Al termine delle prove vi fu una riunione dei piloti in merito alla situazione del traffico in pista durante le qualifiche, visto l'alto numero di piloti iscritti. Non si erano registrati particolari problemi con un numero medio di vetture in pista che oscillava tra le 16 e le 18 unità, con una punta massima di 24 vetture.
Al sabato ben dieci piloti furono capaci di abbassare il tempo limite stabilito da Lauda al venerdì. Il poleman fu James Hunt su McLaren che conquistò così la tredicesima partenza al palo nel mondiale. In prima fila si qualificò Carlos Reutemann, mentre la seconda fila fu ottenuta da Jody Scheckter e Mario Andretti. Lauda chiuse quinto, a circa mezzo secondo da Hunt; a far compagnia a Lauda in terza fila vi fu Riccardo Patrese su Shadow. Lauda venne penalizzato da un'uscita di pista durante le prove libere del sabato mattino, che fece danneggiare la sua vettura, rompendo una sospensione. Andretti invece terminò il carburante negli ultimi minuti e non fu capace di tornare ai box per l'ultimo tentativo. Un incidente più serio toccò a Patrick Tambay, sempre nelle libere: la sua Ensign finì contro il guardrail alla Seconda di Lesmo, la vettura effettuò dei testacoda e terminò con le ruote verso l'alto, tanto che il casco del pilota toccò terra. Non vi furono conseguenze per il pilota. A seguito dell'incidente di Tambay vennero sospese le prove libere; la Ferrari chiese di posticipare le prove ufficiali di qualche minuto per recuperare il tempo perduto per il prolungarsi delle libere, ma tale posticipo non venne concesso. A Giorgio Francia, che al venerdì aveva potuto provare solo per 4 giri, non venne concesso di effettuare nessun giro dalla Brabham, in quanto la scuderia britannica preferì salvaguardare la sua vettura quale muletto per Hans-Joachim Stuck.

### Risultati
Nella sessione di qualifica si è avuta questa situazione:
| Pos | Nº | Pilota                | Costruttore              | Tempo   | Griglia |
| --- | -- | --------------------- | ------------------------ | ------- | ------- |
| 1   | 1  | James Hunt            | McLaren-Ford Cosworth    | 1'38"08 | 1       |
| 2   | 12 | Carlos Reutemann      | Ferrari                  | 1'38"15 | 2       |
| 3   | 20 | Jody Scheckter        | Wolf-Ford Cosworth       | 1'38"29 | 3       |
| 4   | 5  | Mario Andretti        | Lotus-Ford Cosworth      | 1'38"37 | 4       |
| 5   | 11 | Niki Lauda            | Ferrari                  | 1'38"54 | 5       |
| 6   | 16 | Riccardo Patrese      | Shadow-Ford Cosworth     | 1'38"68 | 6       |
| 7   | 22 | Clay Regazzoni        | Ensign-Ford Cosworth     | 1'38"68 | 7       |
| 8   | 26 | Jacques Laffite       | Ligier-Matra             | 1'38"77 | 8       |
| 9   | 2  | Jochen Mass           | McLaren-Ford Cosworth    | 1'38"86 | 9       |
| 10  | 19 | Vittorio Brambilla    | Surtees-Ford Cosworth    | 1'38"92 | 10      |
| 11  | 8  | Hans-Joachim Stuck    | Brabham-Alfa Romeo       | 1'39"05 | 11      |
| 12  | 3  | Ronnie Peterson       | Tyrrell-Ford Cosworth    | 1'39"17 | 12      |
| 13  | 4  | Patrick Depailler     | Tyrrell-Ford Cosworth    | 1'39"18 | 13      |
| 14  | 7  | John Watson           | Brabham-Alfa Romeo       | 1'39"21 | 14      |
| 15  | 14 | Bruno Giacomelli      | McLaren-Ford Cosworth    | 1'39"42 | 15      |
| 16  | 17 | Alan Jones            | Shadow-Ford Cosworth     | 1'39"50 | 16      |
| 17  | 10 | Ian Scheckter         | March-Ford Cosworth      | 1'39"62 | 17      |
| 18  | 34 | Jean-Pierre Jarier    | Penske-Ford Cosworth     | 1'39"63 | 18      |
| 19  | 6  | Gunnar Nilsson        | Lotus-Ford Cosworth      | 1'39"85 | 19      |
| 20  | 15 | Jean-Pierre Jabouille | Renault                  | 1'40"03 | 20      |
| 21  | 23 | Patrick Tambay        | Ensign-Ford Cosworth     | 1'40"19 | 21      |
| 22  | 30 | Brett Lunger          | McLaren-Ford Cosworth    | 1'40"26 | 22      |
| 23  | 24 | Rupert Keegan         | Hesketh-Ford Cosworth    | 1'40"28 | 23      |
| 24  | 27 | Patrick Nève          | March-Ford Cosworth      | 1'40"51 | 24      |
| NQ  | 9  | Alex-Dias Ribeiro     | March-Ford Cosworth      | 1'40"79 | NQ      |
| NQ  | 28 | Emerson Fittipaldi    | Fittipaldi-Ford Cosworth | 1'40"97 | NQ      |
| NQ  | 18 | Lamberto Leoni        | Surtees-Ford Cosworth    | 1'41"03 | NQ      |
| NQ  | 38 | Brian Henton          | Boro-Ford Cosworth       | 1'41"13 | NQ      |
| NQ  | 36 | Emilio de Villota     | McLaren-Ford Cosworth    | 1'41"21 | NQ      |
| NQ  | 25 | Ian Ashley            | Hesketh-Ford Cosworth    | 1'41"22 | NQ      |
| NQ  | 35 | Teddy Pilette         | BRM                      | 1'41"92 | NQ      |
| NQ  | 33 | Hans Binder           | Penske-Ford Cosworth     | 1'43"10 | NQ      |
| NQ  | 41 | Loris Kessel          | Apollon-Ford Cosworth    | 1'46"68 | NQ      |
| NQ  | 21 | Giorgio Francia       | Brabham-Alfa Romeo       | 1'49"67 | NQ      |

## Gara

### Resoconto

Una fase della gara.

Al mattino crollò un tabellone pubblicitario posto all'altezza della prima chicane, sul quale si erano appesi diversi spettatori. A causa del crollo perse la vita un ragazzo quattordicenne di Lissone e vennero ferite altre 23 persone.
Alla partenza Jody Scheckter prese il comando, seguito da Clay Regazzoni, James Hunt, Mario Andretti, Carlos Reutemann, Niki Lauda e Jochen Mass. Già nel corso del primo giro Regazzoni venne passato da Hunt e Andretti, con l'italoamericano che si pose secondo passando lo stesso Hunt. Nel giro seguente Regazzoni cedette la sua posizione anche a Carlos Reutemann e Niki Lauda, poi anche a Mass e Stuck. Al sesto giro Stuck passò Mass. La classifica vedeva così in testa Jody Scheckter, seguito da Mario Andretti, James Hunt, poi il duo della Scuderia Ferrari, seguito da Hans-Joachim Stuck.
Al decimo giro Andretti prese il comando della gara passando Scheckter. Due giri dopo Hunt fu autore di un testacoda che lo fece retrocedere in ottava posizione. Stava nel frattempo rinvenendo Alan Jones che passò Mass per la sesta posizione al giro 14. Quattro giri dopo Mass venne sorpassato anche dal compagno di scuderia Hunt.
Al ventiquattresimo giro Scheckter fu costretto al ritiro per la rottura del motore. Nel medesimo giro Jones passò anche Hans-Joachim Stuck. Anche James Hunt fu costretto a ritirarsi, pochi giri dopo, per un guasto all'impianto frenante, così come Stuck, per la rottura del suo motore. La classifica vedeva sempre in testa Andretti, seguito da Reutemann, Lauda, Jones, Mass, Regazzoni e Ronnie Peterson.

Mario Andretti taglia il traguardo, vincendo il gran premio.

Al 36º giro Lauda passò Reutemann mentre al giro 40 Bruno Giacomelli fu vittima della rottura del suo propulsore: l'accaduto inondò d'olio la pista alla prima chicane. Carlos Reutemann scivolò sull'olio, e la sua vettura finì nella sabbia. Anche Riccardo Patrese uscì di pista per l'olio; nell'uscita venne coinvolto un commissario di gara che si fratturò una gamba.
Mario Andretti conquistò la sesta vittoria nel mondiale, davanti a Lauda, Alan Jones (settimo e ultimo podio per la Shadow). Con il podio di Niki Lauda la Scuderia Ferrari fece propria, per la quinta volta, la Coppa Costruttori.

### Risultati
I risultati del gran premio furono i seguenti:
| Pos | No | Pilota                | Costruttore              | Giri | Tempo/Ritiro                   | Pos. Griglia | Punti |
| --- | -- | --------------------- | ------------------------ | ---- | ------------------------------ | ------------ | ----- |
| 1   | 5  | Mario Andretti        | Lotus-Ford Cosworth      | 52   | 1h27'50"30                     | 4            | 9     |
| 2   | 11 | Niki Lauda            | Ferrari                  | 52   | + 16"96                        | 5            | 6     |
| 3   | 17 | Alan Jones            | Shadow-Ford Cosworth     | 52   | + 23"63                        | 16           | 4     |
| 4   | 2  | Jochen Mass           | McLaren-Ford Cosworth    | 52   | + 28"48                        | 9            | 3     |
| 5   | 22 | Clay Regazzoni        | Ensign-Ford Cosworth     | 52   | + 30"11                        | 7            | 2     |
| 6   | 3  | Ronnie Peterson       | Tyrrell-Ford Cosworth    | 52   | + 1'19"22                      | 12           | 1     |
| 7   | 27 | Patrick Nève          | March-Ford Cosworth      | 50   | + 2 giri                       | 24           |       |
| 8   | 26 | Jacques Laffite       | Ligier-Matra             | 50   | + 2 giri                       | 8            |       |
| 9   | 24 | Rupert Keegan         | Hesketh-Ford Cosworth    | 48   | + 4 giri                       | 23           |       |
| Rit | 10 | Ian Scheckter         | March-Ford Cosworth      | 41   | Trasmissione                   | 17           |       |
| Rit | 12 | Carlos Reutemann      | Ferrari                  | 39   | Testacoda                      | 2            |       |
| Rit | 16 | Riccardo Patrese      | Shadow-Ford Cosworth     | 39   | Testacoda                      | 6            |       |
| Rit | 14 | Bruno Giacomelli      | McLaren-Ford Cosworth    | 38   | Motore/Testacoda               | 15           |       |
| Rit | 8  | Hans-Joachim Stuck    | Brabham-Alfa Romeo       | 31   | Motore                         | 11           |       |
| Rit | 1  | James Hunt            | McLaren-Ford Cosworth    | 26   | Problema all'impianto frenante | 1            |       |
| Rit | 4  | Patrick Depailler     | Tyrrell-Ford Cosworth    | 24   | Motore                         | 13           |       |
| Rit | 20 | Jody Scheckter        | Wolf-Ford Cosworth       | 23   | Motore                         | 3            |       |
| Rit | 15 | Jean-Pierre Jabouille | Renault                  | 23   | Motore                         | 20           |       |
| Rit | 34 | Jean-Pierre Jarier    | Penske-Ford Cosworth     | 19   | Motore                         | 18           |       |
| Rit | 23 | Patrick Tambay        | Ensign-Ford Cosworth     | 9    | Motore                         | 21           |       |
| Rit | 19 | Vittorio Brambilla    | Surtees-Ford Cosworth    | 5    | Incidente                      | 10           |       |
| Rit | 6  | Gunnar Nilsson        | Lotus-Ford Cosworth      | 4    | Sospensione                    | 22           |       |
| Rit | 30 | Brett Lunger          | McLaren-Ford Cosworth    | 4    | Motore                         | 19           |       |
| Rit | 7  | John Watson           | Brabham-Alfa Romeo       | 3    | Incidente                      | 14           |       |
| NQ  | 9  | Alex-Dias Ribeiro     | March-Ford Cosworth      |      |                                |              |       |
| NQ  | 28 | Emerson Fittipaldi    | Fittipaldi-Ford Cosworth |      |                                |              |       |
| NQ  | 18 | Lamberto Leoni        | Surtees-Ford Cosworth    |      |                                |              |       |
| NQ  | 38 | Brian Henton          | Boro-Ford Cosworth       |      |                                |              |       |
| NQ  | 36 | Emilio de Villota     | McLaren-Ford Cosworth    |      |                                |              |       |
| NQ  | 25 | Ian Ashley            | Hesketh-Ford Cosworth    |      |                                |              |       |
| NQ  | 35 | Teddy Pilette         | BRM                      |      |                                |              |       |
| NQ  | 33 | Hans Binder           | Penske-Ford Cosworth     |      |                                |              |       |
| NQ  | 41 | Loris Kessel          | Apollon-Ford Cosworth    |      |                                |              |       |
| NQ  | 21 | Giorgio Francia       | Brabham-Alfa Romeo       |      |                                |              |       |
| NPR | 37 | Arturo Merzario       | March-Ford Cosworth      |      | Ritirato prima delle prove     |              |       |

## Classifiche

### Piloti
| Pos. | Pilota             | Punti |
| ---- | ------------------ | ----- |
| 1    | Niki Lauda         | 69    |
| 2    | Jody Scheckter     | 42    |
| 3    | Mario Andretti     | 41    |
| 4    | Carlos Reutemann   | 35    |
| 5    | James Hunt         | 22    |
| 6    | Jochen Mass        | 21    |
| 7    | Gunnar Nilsson     | 20    |
| 8    | Jacques Laffite    | 16    |
| 9    | Alan Jones         | 16    |
| 10   | Hans-Joachim Stuck | 12    |
| 11   | Emerson Fittipaldi | 11    |
| 12   | Patrick Depailler  | 10    |
| 13   | John Watson        | 9     |
| 14   | Ronnie Peterson    | 7     |
| 15   | Carlos Pace        | 6     |
| 16   | Vittorio Brambilla | 5     |
| 17   | Patrick Tambay     | 3     |
| =    | Clay Regazzoni     | 3     |
| 19   | Jean-Pierre Jarier | 1     |
| =    | Renzo Zorzi        | 1     |

### Costruttori
| Pos. | Team                     | Punti |
| ---- | ------------------------ | ----- |
| 1    | Ferrari                  | 86    |
| 2    | Lotus-Ford Cosworth      | 56    |
| 3    | Wolf-Ford Cosworth       | 42    |
| 4    | McLaren-Ford Cosworth    | 38    |
| 5    | Brabham-Alfa Romeo       | 27    |
| 6    | Shadow-Ford Cosworth     | 17    |
| 7    | Tyrrell-Ford Cosworth    | 17    |
| 8    | Ligier-Matra             | 16    |
| 9    | Fittipaldi-Ford Cosworth | 11    |
| 10   | Ensign-Ford Cosworth     | 6     |
| 11   | Surtees-Ford Cosworth    | 5     |
| 12   | Penske-Ford Cosworth     | 1     |